# 戈斯皮奇
戈斯皮奇（克羅埃西亞語： [ɡǒːspitɕ]）是克羅埃西亞西部的一個城鎮，是利卡-塞尼縣的縣府所在地。戈斯皮奇是克羅埃西亞人口第三少的縣府。自1971年來該城一直在處於人口減少的狀態。

## 人口統計

### 1991年
總計有28,010人
- 克羅埃西亞人：17,627（62,93%）
- 塞爾維亞人：8,955（31,97%）
- 其他：1,428（5,10%）

### 2001年
總計有12,980人：
- 克羅埃西亞人：12,050（92.84%）
- 塞爾維亞人：625（4.82%）